# Prauda (obwód homelski)
Prauda (biał. Праўда; ros. Правда, Prawda) – osiedle na Białorusi, w obwodzie homelskim, w rejonie kormańskim, w sielsowiecie Barawaja Buda.